# Maximilian Beier
Maximilian Beier (sinh ngày 17 tháng 10 năm 2002) là một cầu thủ bóng đá chuyên nghiệp người Đức hiện đang thi đấu ở vị trí tiền đạo cho câu lạc bộ Borussia Dortmund tại Bundesliga và Đội tuyển bóng đá quốc gia Đức.

## Sự nghiệp câu lạc bộ

### TSG Hoffenheim
Sau khi Sebastian Hoeneß tiếp quản đội một sau vài ngày thi đấu ở mùa giải 2020–21, Beier đã ký hợp đồng chuyên nghiệp đầu tiên có thời hạn đến ngày 30 tháng 6 năm 2024 khi vừa mới bước sang tuổi 18. Trong những tuần tiếp theo, anh đã có được kinh nghiệm đầu tiên ở UEFA Europa League khi ghi hai bàn trong chiến thắng 4–1 trước K.A.A. Gent. Sau đó, Beier được chuyển sang chơi cho đội U-19 ở giải hạng tư Regionalliga Südwest để kiếm thêm thời gian thi đấu. Beier kết thúc mùa giải với 3 trận ở Bundesliga, 2 trận và 2 bàn ở Europa League và 24 lần ra sân và 9 bàn ở Regionalliga.
Beier trở lại TSG Hoffenheim vào mùa hè năm 2023. Anh khởi đầu mùa giải 2023–24 một cách thành công khi ghi bàn thắng trong các ngày thi đấu 2 đến 5 để giúp Hoffenheim thắng 4 trận liên tiếp. Sau đó, anh gia hạn hợp đồng với TSG Hoffenheim đến ngày 30 tháng 6 năm 2027. Beier đã chơi tổng cộng 33 trận và ghi được 16 bàn thắng trong mùa giải 2023–24. Với thành tích đó, anh trở thành cầu thủ ghi bàn nhiều thứ năm ở Bundesliga.

#### Cho mượn tại Hannover 96
Vào ngày 19 tháng 8 năm 2021, Beier chuyển đến câu lạc bộ hạng hai Hannover 96 dưới dạng cho mượn đến hết mùa giải 2021–22. Một ngày sau, anh có trận ra mắt giải hạng hai trong trận đấu trên sân nhà với 1. FC Heidenheim khi anh vào sân thay người trong thời gian bù giờ. Trong suốt mùa giải đó, anh đã sớm giành được một suất thường xuyên trên hàng công. Beier đã chơi 30 trong số 31 trận ở giải hạng hai và ghi được 3 bàn thắng. Anh đặc biệt tỏa sáng ở DFB-Pokal khi ghi hai bàn vào lưới Fortuna Düsseldorf tại vòng 2 và Borussia Mönchengladbach tại vòng 16 đội.
Sau mùa giải 2021–22, hợp đồng cho mượn với Hannover của Beier được gia hạn thêm một năm để giúp anh có nhiều thời gian thi đấu hơn. Đồng thời, Hoffenheim gia hạn hợp đồng với anh đến ngày 30 tháng 6 năm 2025. Vào mùa giải 2022–23, Beier chơi 33 trận và ghi được 7 bàn thắng cho câu lạc bộ.

### Borussia Dortmund
Vào ngày 12 tháng 8 năm 2024, Beier gia nhập đội bóng Borussia Dortmund tại Bundesliga và ký hợp đồng có thời hạn 5 năm.

## Sự nghiệp quốc tế
Beier tham dự Giải vô địch U-17 châu Âu 2019 tại Ireland cùng U-17 Đức và ghi một bàn. Tuy nhiên, Đức đã bị loại ở vòng bảng. Vào tháng 9 năm 2023, Beier lần đầu tiên được gọi vào đội U-21 Đức và ghi bàn thắng đầu tiên cho đội tuyển U-21 quốc gia trong trận ra mắt trong trận giao hữu với Ukraina.
Vào giữa tháng 3 năm 2024, Beier lần đầu tiên được huấn luyện viên Julian Nagelsmann gọi vào đội tuyển quốc gia Đức nhưng anh không ra sân trong hai trận giao hữu.
Cuối tháng 5 năm 2024, anh được huấn luyện viên đội tuyển quốc gia Julian Nagelsmann bổ nhiệm vào danh sách cầu thủ đội tuyển tham dự Giải vô địch châu Âu trên đất nước quê hương mình. Vào ngày 3 tháng 6 năm 2024, anh có trận ra mắt cho đội tuyển quốc gia khi vào sân thay cho Jamal Musiala trong trận giao hữu với Ukraina. Tại UEFA Euro 2024, anh chỉ được sử dụng trong trận đấu vòng bảng thứ ba với Thụy Sĩ khi vào sân thay cho Robert Andrich ở phút thứ 65.

## Thống kê sự nghiệp

### Câu lạc bộ
Tính đến 18 tháng 5 năm 2024
| Câu lạc bộ          | Mùa giải            | Giải vô địch         | Giải vô địch | Giải vô địch | Cúp quốc gia | Cúp quốc gia | Châu lục | Châu lục | Khác | Khác | Tổng cộng | Tổng cộng |
| Câu lạc bộ          | Mùa giải            | Hạng đấu             | Trận         | Bàn          | Trận         | Bàn          | Trận     | Bàn      | Trận | Bàn  | Trận      | Bàn       |
| ------------------- | ------------------- | -------------------- | ------------ | ------------ | ------------ | ------------ | -------- | -------- | ---- | ---- | --------- | --------- |
| TSG Hoffenheim      | 2019–20             | Bundesliga           | 6            | 0            | 0            | 0            | 0        | 0        | —    | —    | 6         | 0         |
| TSG Hoffenheim      | 2020–21             | Bundesliga           | 3            | 0            | 0            | 0            | 2        | 2        | —    | —    | 5         | 2         |
| TSG Hoffenheim      | 2023–24             | Bundesliga           | 33           | 16           | 2            | 0            | —        | —        | —    | —    | 35        | 16        |
| TSG Hoffenheim      | Tổng cộng           | Tổng cộng            | 42           | 16           | 2            | 0            | 2        | 2        | —    | —    | 46        | 18        |
| TSG Hoffenheim II   | 2020–21             | Regionalliga Südwest | 24           | 9            | —            | —            | —        | —        | —    | —    | 24        | 9         |
| TSG Hoffenheim II   | 2021–22             | Regionalliga Südwest | 1            | 1            | —            | —            | —        | —        | —    | —    | 1         | 1         |
| TSG Hoffenheim II   | Tổng cộng           | Tổng cộng            | 25           | 10           | —            | —            | —        | —        | —    | —    | 25        | 10        |
| Hannover 96 (mượn)  | 2021–22             | 2. Bundesliga        | 30           | 3            | 3            | 4            | —        | —        | —    | —    | 33        | 7         |
| Hannover 96 (mượn)  | 2022–23             | 2. Bundesliga        | 33           | 7            | 2            | 1            | —        | —        | —    | —    | 35        | 8         |
| Hannover 96 (mượn)  | Tổng cộng           | Tổng cộng            | 63           | 10           | 5            | 5            | —        | —        | —    | —    | 68        | 15        |
| Borussia Dortmund   | 2024–25             | Bundesliga           | 0            | 0            | 0            | 0            | 0        | 0        | 0    | 0    | 0         | 0         |
| Tổng cộng sự nghiệp | Tổng cộng sự nghiệp | Tổng cộng sự nghiệp  | 127          | 33           | 7            | 5            | 2        | 2        | 0    | 0    | 136       | 40        |

1. ↑  Bao gồm DFB-Pokal
2. ↑  Ra sân tại UEFA Europa League

### Quốc tế
Tính đến 23 tháng 6 năm 2024
| Đội tuyển quốc gia | Năm       | Trận | Bàn |
| ------------------ | --------- | ---- | --- |
| Đức                | 2024      | 2    | 0   |
| Tổng cộng          | Tổng cộng | 2    | 0   |